# Université Vytautas-Magnus
L’université Vytautas-Magnus de Kaunas, nommée ainsi en mémoire de Vytautas le Grand, est une université lituanienne fondée en 1922. Elle fut fermée par les Soviétiques en 1950 puis rouverte en 1989.

## Histoire
L'université de Kaunas (capitale provisoire de Lituanie de 1919 à 1939) était le seul établissement d'enseignement supérieur du pays, créé en 1922. Elle était le principal centre de modernisation, le foyer de la vie culturelle et scientifique de la république balte. En 1930, à l’occasion du 500e anniversaire de la mort du grand-duc Vytautas, l’université de Lituanie reçut son nom.
Vincas Krėvė-Mickevičius qui y fut professeur de langues slaves et de littérature slave, devint doyen de l'université Vytautas-Magnus de 1925 à 1937.
En 1950, l’université fut fermée par le pouvoir soviétique, mais la tradition universitaire de l’UVM se maintint au sein de l’émigration lituanienne. En 1989, à l’initiative d'universitaires de Lituanie et de la diaspora, elle se reconstitua. De août 1990 à février 1993, Algirdas A. Avižienis a été le premier recteur de l'université Vytautas-Magnus à Kaunas, en Lituanie après sa réouverture.

## Composition
Elle comporte aujourd'hui 10 facultés : 
- Sciences humaines,
- Économie et gestion,
- Sciences,
- Informatique,
- Arts,
- Travail social,
- Sciences sociales,
- Théologie catholique,
- Sciences politiques et diplomatie,
- Droit.

Elle compte aujourd’hui environ 9 500 étudiants, plus de 500 professeurs et chercheurs ; elle a formé plus de 23 000 diplômés depuis 1989.
Elle a attribué un doctorat honoris causa au poète polonais originaire de Lituanie Czesław Miłosz (en lituanien : Česlovas Milošas) en 1992, et à l’archéologue Marija Gimbutas en 1993.
Elle a attribué un doctorat honorifique à l'historienne polono-lituanienne Konstancja Skirmuntt.

## Personnalités liées à l'université

### Étudiants
- Ona Šimaitė